# Lijst van attractieparken
Dit is een lijst van attractieparken (inclusief enkele waterparken) van over de gehele wereld.

## Europa

### Albanië
- Luna Park Tirana, Tirana

### Cyprus
- Lesland Lunapark (Bellapais)
- Parko Paliatso (Agia Napa)

### Denemarken
- BonBon-Land (Holme Olstrup, Seeland)
- Djurs Sommerland (Nimtofte, Midden-Jutland)
- Dyrehavsbakken (Klampenborg, Seeland)
- Farup Sommerland (Saltum, Noord-Jutland)
- Legoland Billund (Billund, Zuid-Denemarken)
- Tivoli Gardens (Kopenhagen)
- Tivoli Friheden (Århus)
- Universe (Nordborg, Zuid-Denemarken)

### Finland
- Linnanmäki (Helsinki)
- Moeminwereld (Naantali)
- PowerPark (Alahärmä)
- SantaPark (Rovaniemi)
- Särkänniemi (Tampere)
- Tykkimäki (Kouvola)

### Griekenland
- Allou Fun Park (Athene, Attika)
- Magic Park (Thessaloniki)
- Playmobil FunPark (Kifisia, Athene)

### Hongarije
- Vidámpark (Boedapest)

### Ierland
- Emerald Park (Curraha, Ashbourne)

### Italië
- Cavallino Matto (Livorno, Toscane)
- Cinecittà World (Rome)
- Etnaland (Belpasso, Sicilië)
- Europark Indroscalo (Segrate, Lombardije)
- Fasanolandia (Fasano, Apulië)
- Fiabilandia (Rivazzura di Rimini)
- Gardaland (Castelnuovo del Garda, Verona)
- Italia in Miniatura (Viserba di Rimini, Rimini)
- Mirabilandia (Ravenna)
- Movieland The Hollywood Park (Lazise)
- Rainbow MagicLand (Valmontone, Rome)

### Kroatië
- Dinopark Funtana (Funtana, Istrië)
- Dalmaland (Biograd na Moru, Zadar)

### Malta
- Playmobil FunPark (Birżebbuġa)

### Noorwegen
- Hunderfossen Eventyrpark (Lillehammer, Oppland)
- Kongeparken (Ålgård, Rogaland)
- Lilleputthammer (Øyer, Oppland)
- Tusenfryd (nabij Oslo)

### Oostenrijk
- Erlebnispark Fantasiana (Straßwalchen)
- Familypark (Sankt Margarethen im Burgenland)
- Freizeitpark Familienland (St. Jakob in Haus)
- Prater (Wenen)

### Polen
- Energylandia (Zator)
- Legendia (Chorzów)
- Lunapark (Łódź)
- Majaland Kownaty (Kownaty)
- Majaland Warsaw (Warschau)
- Mandoria (Rzgów)
- Rabkoland (Rabka Zdrój)

### Portugal
- Aquashow Park (Quarteira, Algarve)
- Magikland (Penafiel, Porto)
- Zoomarine (Albufeira, Algarve)

### Rusland
- Anapa Park Jungle (Anapa)
- Damanskiy Island Amusement Park (Jaroslavl)
- Dream Island (Moskou)
- Family Park Skazka (Moskou)
- Park Attraktsionov (Voronezj)
- Sochi Park (Sotsji)
- Wonder Island (Sint-Petersburg)

### Spanje
- Ferrari Land (Salou, Catalonië)
- Isla Mágica (Sevilla, Andalusië)
- Parque de Atracciones de Madrid (Madrid)
- Parque Warner Madrid (Madrid)
- PortAventura Park (Salou, Catalonië)
- PortAventura World (Salou, Catalonië)
- Terra Mítica (Benidorm)
- Tibidabo (Barcelona, Catalonië)

### Tsjechië
- Excalibur City (Znojmo)
- Westernové Mestecko (Boskovice)

### Turkije
- Aktur Park (Antalya, Antalya)
- AltınPark Bursa (Bursa, Bursa)
- Land of Legends Theme Park (Antalya, Antalya)
- Vialand (Istanbul, Istanboel)
- ViaSea Tema Park (Tuzla, Istanbul)

### Zweden
- Astrid Lindgrens Värld (Vimmerby)
- Kolmården (Krokek)
- Liseberg (Göteborg)
- Skara Sommarland (Skara)
- Tivoli Gröna Lund (Stockholm)
- Tomteland (Sollerön)

### Zwitserland
- Conny-Land (Lipperswil, Thurgau)
- Happyland (Granges, Fribourg)

## Noord-Amerika

### Bahama's
- Castaway Cay, The Walt Disney Company (Castaway Cay)

### Canada
- Atlantic Splash Adventure (Lower Fackville, Nova Scotia)
- Calaway Park (Calgary, Alberta)
- Canadian National Exhibition (Toronto, Ontario)
- Canada's Wonderland (Vaughan, Ontario)
- Centreville Amusement Park (Toronto, Ontario)
- Chippewa Park (Thunder Bay, Ontario)
- Exhibition Park (Saint John, New Brunswick)
- Galaxyland (Edmonton, Alberta)
- La Ronde (Île Sainte-Hélène, Montréal, Québec)
- Magic Mountain Water Park (Moncton, New Brunswick)
- Playland (Vancouver)
- Santa's Village (Bracebridge, Ontario)
- Shining Waters Family Fun Park (Cavendish, Prince Edward Island)
- Tinkertown (Winnipeg, Manitoba)

### Mexico
- Aztlán Parque Urbano (Mexico-Stad)
- Bosque Mágico (Guadalupe, Nuevo León)
- Kataplum (Mexico-Stad)
- Parque Bicentenario (Querétaro)
- Selva Mágica (Guadalajara (Jalisco))
- Six Flags Mexico (Mexico-Stad)

## Zuid-Amerika

### Argentinië
- Argenpark (Lujan, Buenos Aires)
- Republica de los Níños (La Plata, Buenos Aires)

### Brazilië
- Acqualokos (Capão da Canoa, Rio Grande do Sul)
- Beto Carrero World (Penha, Santa Catarina)
- Hopi Hari (Campinas)
- Playcenter (São Paulo)

### Chili
- Fantasilandia (Santiago)

### Colombia
- Camelot Park (Bogota, Cundinamarca)
- Colombian National Coffee Park (Montenegro, Quindío)
- Hacienda Nápoles (Puerto Triunfo, Antioquia)
- Salitre Magico (Bogota, Cundinamarca)

### Venezuela
- Chicolandia (Barquisimeto, Lara)
- Dinotropolis (Caracas, Distrito Federal)
- Diverland (Pampatar, Nueva Esparta)
- Divertilandia (Barquisimeto, Lara)

## Afrika

### Algerije
- Farouk Land Annaba Parc (Annaba)
- Gouri Park (El Oued)
- Jannat Al-Ahlam (= Dream paradise Park) (Oran)
- Pretpark Setif (= مدينة الملاهي سطيف) (Sétif)
- Rostom Park (Tiaret)

### Angola
Ulengo Center (Luanda)

### Egypte
- Dream Park (Zes Oktober, Gizeh)
- Gero Land (Caïro)
- Kouta Park (Alexandrië)

### Marokko
- Coco Park (Douar Aloui, Fès-Meknès)
- Sindibad (Casablanca)

### Nigeria
- Magicland (Abuja)

### Tanzania
- Fun City (Dar es Salaam)

### Tunesië
- CarthageLand (Yasmine, Hammamet)
- Hannibal Park (Sousse)
- Spring Land (Monastir, Monastir)

### Soedan
- Childs City (Khartoem, Khartoem)

### Zuid-Afrika
- Gold Reef City (Johannesburg, Gauteng)

## Azië

### Armenië
- Waterwereld (Jerevan)
- Yerevan Park (Jerevan)

### Bahrein
- Ain Adhari National Park (Manamah)

### Bangladesh
- Jamuna Future Park (Dhaka)
- Dreamland Amusement & Water Park (Sylhet)

### China
- Baotou Leyuan (Baotou, Binnen-Mongolië)
- Beijing Amusement Park (Peking)
- Beijing Shijingshan Amusement Park (Peking)
- Chengdu Amusement Park (Chengdu, Sichuan)
- Chaoyang-park (Chaoyang, Peking)
- Chimelong Ocean Kingdom (Zhuhai, Guangdong)
- Chimelong Paradise (Kanton, Guangdong)
- Floraland (Chengdu, Sichuan)
- Fuwah Park (Huiyang, Shandong)
- Happy Valley (Songjiang, Shanghai)
- Hong Kong Disneyland (Hongkong)
- Hot Go Park (Fushun, Liaoning)
- Lewa Adventure (Xianyang, Shaanxi)
- Ocean Park Hong Kong (Hongkong)
- Oriental Heritage (Jinan, Shangdong)
- Quancheng Droomwereld (Dezhou, Shandong)
- Shanghai Disneyland (Pudong, Shanghai)
- Suining Happy World (Suining, Sichuan)
- Xuzhou Amusement Land (Xuzhou, Jiangsu)

### Filipijnen
- Enchanted Kingdom (Sta. Rosa City, Laguna)
- Glorious Fantasyland (Dapitan, Zamboanga del Norte)
- Sky Ranch Pampanga (San Fernando, Pampanga)
- Star City (Pasay, Metro Manila)

### Georgië
- Mtatsminda Park (Tbilisi)

### India
- Adventure Island (Rohini, New Delhi)
- Ajwa Fun World (Baroda, Gujarat)
- Appu Ghar (Pimpri-Chinchwad, Maharashtra)
- Essel World (Mumbai)
- Imagicaa (Khopoli, Maharashtra)
- MGM Dizzee World (Tamil Nadu)
- Queens Land (Chennai, Tamil Nadu)
- Suncity Amusement & Water Park (Amritsar, Punjab)
- Water Kingdom (Mumbai)
- Wild Waters (Telangana)
- WonderLa (Bangalore, Karnataka)
- Wonderla Amusement Park Kochi (Kochi, Kerala)

### Indonesië
- Ancol Dreamland (Jakarta)
- Dunia Fantasi (Noord-Jakarta)
- Funland (Berastagi, Noord-Sumatra)
- Jawa Timur Park (Oost-Java)
- Trans Studio Cibubur (Oost-Jakarta)

### Irak
- Al Zawraa Land (Bagdad)
- Joy Land (Bagdad)
- Majidi Land (Erbil)

### Iran
- Eram Park (Teheran)
- Sarzamin-e Khorshid (Mashhad)

### Japan
- Adventure World (Shirahama, Wakayama)
- Akiyoshidai Safari Land (Mine, Yamaguchi)
- Amanohashidate View Land (Miyazu, Kyoto)
- Aqua Stadium (Takanawa, Minato)
- Arakawa Park (Arakawa, Tokio)
- Benyland (Sendai, Miyagi)
- Dreamland (Japan) (Kōriyama, Fukushima)
- Fuji-Q Highland (Fujiyoshida, Yamanashi)
- Greenland (Arao, Kumamoto)
- Harmonyland (Hiji, Oita, Kyushu)
- Himeji Central Park (Himeji, Hyogo)
- Hirakata Park (Hirakata, Osaka)
- Huis ten Bosch (Sasebo, Nagasaki)
- Kezoji Amusement Park (Isesaki, Gunma)
- Kijima Kogen Park (Beppu, Ōita)
- Legoland Japan (Nagoya, Aichi)
- Nagashima Spa Land (Kuwana, Mie)
- Nasu Highland Park (Nasu, Tochigi)
- New Reoma World (Takamatsu, Kagawa)
- Rusutsu Resort (Abuta, Hokkaido)
- Sanrio Puroland (Tama New Town, Tokio)
- Shima Spanje Dorp (Shima, Mie)
- Suzuka Circuit (Suzuka, Mie)
- Tobu Zoo Park (Saitama)
- Tokyo Disneyland (Urayasu, Chiba)
- Tokyo DisneySea (Urayasu, Chiba)
- Universal Studios Japan (Osaka)
- Washuzan Highland (Kurashiki, Okayama)
- Yomiuriland (Inagi, Tokio)

### Kazachstan
- Tetysblu Theme Park (Aqtau, Oblast Mañğıstaw)

### Koeweit
- Hawally Park (Hawalli)

### Libanon
- Dream Park (Jounieh)

### Maleisië
- Cosmo's World (Kuala Lumpur)
- Genting Highlands (Kuala Lumpur)
- Legoland Maleisië (Johor Bahru, Johor)
- Sunway Lagoon (Kuala Lumpur)

### Mongolië
- National Amusement Park (Ulaanbaatar)

### Myanmar
- City Park (Mandalay)

### Nepal
- Kathmandu Fun Park (Kathmandu)

### Qatar
- Quest (Doha)

### Saoedi-Arabië
- Alamwai Amusement Park (Jeddah, Makkah)
- Al-Hamrah Entertainment Village (Riyad, Riyad)
- Al Hokair Land Theme Park (Riyad, Riyad)
- Al-Rawdah Sharaco Amusement Park (Riyad, Riyad)
- Al-Sawary Mall (Jeddah, Makkah)
- Al-Shallal Theme Park (Jeddah, Makkah)
- Aziza Mall (Riyad)
- Castle Park (Dhahran, Ash Sharqiyah)

### Singapore
- Escape Theme Park (Pasir Ris)
- Haw Par Villa (Singapore)
- Universal Studios Singapore (Sentosa Island)
- Wild Wild Wet (Pasir Ris)

### Taiwan
- Discovery World (Houli Hsiang, Taichung)

### Thailand
- Dream World (Bangkok)

### Verenigde Arabische Emiraten
- Adventureland (Sharjah)
- Al Nasr Leisureland (Dubai)
- Antics Land (Sharjah)
- Ferrari World Abu Dhabi (Abu Dhabi
- Fun City (Al Ain)
- Fun City (Ras Al-Khaimah)
- Hili Fun City (Al Ain)
- Img Worlds of Adventure (Dubai)
- Legoland Dubai (Dubai)
- Motiongate (Dubai)
- Warner Bros. World Abu Dhabi (Abu Dhabi)

### Vietnam
- Attractiepark Đầm Sen (Ho Chi Minhstad)
- Attractiepark Suối Tiên (Ho Chi Minh)
- Dai Nam Wonderland (Thủ Dầu Một)
- Drakenpark (Hạ Long)
- Mường Thanh Water Park (Nghệ An)
- Sun World Bà Nà Hills (hòa vang)
- Sun World Danang Downtown (Đà Nẵng)
- Vinwonders (Phú Quốc)

### Zuid-Korea
- Amusement Land (Pusan)
- Bugok Hawaii (Geomun, Bugok Gyeongangnam-do)
- Chiaksan Dreamland (Wonju-si, Gangwon-do)
- Children's Grand Park (Songdong-Gu, Seoel)
- Doocoland (Yongin-si, Gyeonggi-do)
- Dreamland (Zuid-Korea) (Seoel)
- Everland (Yonggin, Gyeonggi-do, Seoel)
- Legoland Korea (Chuncheon, Gangwon-do)
- Lotte World (Seoel)
- Seoul Land (Gwacheon, Gyeonggi, Seoel)

## Oceanië

### Australië
- Adventure World (Bibra Lake, West-Australië)
- Crocosaurus Cove (St. Darwin City)
- Dreamworld (Gold Coast, Queensland)
- Fairy Park (Anakie)
- Luna Park Melbourne (Melbourne, Victoria)
- Luna Park Sydney (Sydney, New South Wales)
- Warner Bros. Movie World (Queensland)
- Sea World (Gold Coast, Queensland)

### Nieuw-Zeeland
- Rainbow's End (Auckland)